# Amy Smart
Amy Lysle Smart (født 26. marts 1976) er en amerikansk skuespillerinde og tidligere modemodel.  Efter at have optrådt i filmene Starship Troopers og Varsity Blues og fjernsynsserien Felicity i 1990'erne, optrådte hun i adskillige ungdomsfilm. 

## Tidlige liv
Smart blev født i Topanga i Californien, datter af Judy, en museumsarbejder og John Smart, en sælger. Inspireret af hendes ven Vinessa Shaw, studerede Smart ballet i 10 år og begyndte at få skuespilundervisning og da hun var 16, begyndte hendes mode karriere, hvor hun arbejdede i Italien, Frankrig, Mexico, og Tahiti (Prisbelønnede steder for Club Med instrueret af Bruno Aveillan).

## Karriere
Smart's første filmrolle var i instruktøren Martin Kunerts film Campfire Tales, efterfulgt af en lille rolle i Queenie i 1996-versionen af John Updike's novelle, "A&P". Hun havde en mindre rolle i Starship Troopers (1997) som 2. piloten for (og ven af ) Carmen Ibanez (Denise Richards). Hun havde hovedrollen i mini-serien The 70s, hvor hun spillede en ung kvinde fra Ohio. I 1999, spillede Smart kæreste til en populær amerikansk fodboldspiller (spillet af James Van Der Beek) i filmen Varsity Blues. Smart optrådte også i serien Felicity, som kæreste af Scott Foleys karakter. Efterfølgende optrådte hun i en stor række ungdomsfilm, mange af dem var meget succesfulde, som Road Trip (2000) and The Butterfly Effect (2004). I 2002, blev hun #27 i Stuff magazines "100 Sexiest Women in the World" og i 2004, blev hun sammen med Carmen Electra og Owen Wilson nomineret for "Bedste Kys" ved MTV Movie Awards for hendes rolle i Starsky & Hutch. Hun har to gange spillet par med Breckin Meyer i filmene Road Trip og Rat Race.
I 2005, medvirkede Smart sammen med Ryan Reynolds i den romantiske komediefilm Just Friends, der havde en national indtjening på  $32,619,761 og global indtjening på $50,817,598. Smart havde også en mindre rolle i den amerikanske Scrubs, hvor hun spillede Jamie Moyer (aka Tasty Coma Kone), en af hovedpersonernes J.D.'s forelskelse. Den 1. september 2006, blev Crank udgivet, hvor hun spillede hovedpersonen Chevs (spillet Jason Statham) kæreste. Fortsættelsen, Crank: High Voltage, blev udgivet i 2009, og Smart var igen at se i rollen.

## Personlige liv
Smart var talsmand for Heal the Bay organisationen; hun har også arbejdet med Humane Society og "Environmental Media Association", og blev kåret som Organic Style magazine's "Women with Organic Style" of 2004.
Smart danner par med Branden Williams, som hun har været sammen med i mere end 15 år. Hendes tidligere værelseskammerat[kilde mangler] Ali Larter optrådte sammen med Smart i filmen Varsity Blues og gjorde modeljobs med hende i Milan. Smart er også ven med forfatteren Amelia Kinkade, og blev nævnt i Kinkades anden bog, The Language of Miracles. 
Hun er tidligere vegetar.

## Filmografi
Film
| År   | Titel                             | Rolle                        |
| ---- | --------------------------------- | ---------------------------- |
| 1996 | A&P                               | Queenie                      |
| 1996 | Seduced By Madness                | Pige #1                      |
| 1996 | Her Costly Affair                 | Dee                          |
| 1997 | Campfire Tales                    | Jenny                        |
| 1997 | High Voltage                      | Molly                        |
| 1997 | The Last Time I Committed Suicide | Jeananne                     |
| 1997 | Starship Troopers                 | Cadet (Later Lt.) Lumbreiser |
| 1998 | How to Make the Cruelest Month    | Dot Bryant                   |
| 1998 | Strangeland                       | Angela Stravelli             |
| 1998 | Circles (aka Crossing Paths)      | Allison                      |
| 1998 | Starstruck                        | Tracey Beck                  |
| 1999 | Outside Providence                | Jane Weston                  |
| 1999 | Varsity Blues                     | Jules Harbor                 |
| 2000 | Road Trip                         | Beth Wagner                  |
| 2001 | Rat Race                          | Tracy Faucet                 |
| 2002 | Interstate 60                     | Lynn Linden                  |
| 2002 | Scotland, PA                      | Stacy (Hippie #1)            |
| 2003 | National Lampoon's Barely Legal   | Naomi Feldman                |
| 2003 | The Battle of Shaker Heights      | Tabby Bowland                |
| 2003 | Blind Horizon                     | Liz Culpepper                |
| 2004 | Starsky & Hutch                   | Holly                        |
| 2004 | The Butterfly Effect              | Kayleigh Miller              |
| 2004 | Win a Date with Tad Hamilton!     | Nurse Betty                  |
| 2004 | Willowbee                         | Indbrudstyv                  |
| 2005 | Just Friends                      | Jamie Palamino               |
| 2005 | Bigger Than the Sky               | Grace Hargrove               |
| 2005 | Unhitched (aka The Best Man)      | Sarah Marie Barker           |
| 2006 | Crank                             | Eve                          |
| 2006 | Peaceful Warrior                  | Joy                          |
| 2008 | Life in Flight                    | Catherine                    |
| 2008 | Mirrors                           | Angela Carson                |
| 2008 | Seventh Moon                      | Melissa                      |
| 2009 | Crank: High Voltage               | Eve                          |
| 2009 | Love N' Dancing                   | Jessica Donovan              |
| 2010 | Columbus Circle                   | Lillian Hart                 |

TV
| År        | Serie         | Rolle                                         | Episoder |
| --------- | ------------- | --------------------------------------------- | -------- |
| 1999-2001 | Felicity      | Ruby                                          | 16       |
| 2006-2007 | Smith         | Annie                                         | 7        |
| 2003-2009 | Scrubs        | Jamie Moyer a.k.a. "T.C.W." (Tasty Coma Kone) | 4        |
| 2005-2009 | Robot Chicken | Stemme                                        | 5        |